# Señor Wences

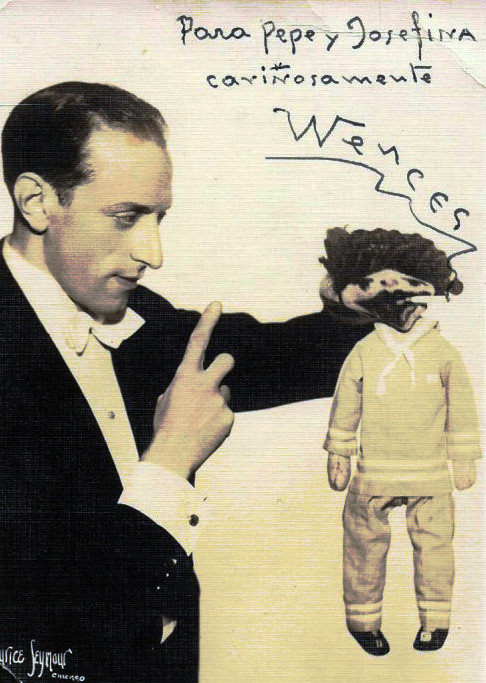
Early photo of Señor Wences. Taken by Maurice Seymour in his Chicago studio, it depicts a young Wences with an early version of Johnny, the hand puppet he became famous with. This appears to have been signed by Wences for a fan as it translates to: "For Pepe and Josefina, affectionately (or with love), Wences." and dated at the bottom by him as having been written in Milwaukee, Wisconsin, 26 October 1935.

Wenceslao Moreno Centeno (17 de abril de 1896 - 20 de abril de 1999), foi um ventríloquo e comediante espanhol. Sua popularidade cresceu com suas frequentes aparições na televisão no The Ed Sullivan Show da CBS durante as décadas de 1950 e 1960. Mais tarde, ele se tornou popular com outra geração de fãs no The Muppet Show.